# 瓦兹河畔努瓦西
瓦兹河畔努瓦西（法語：Noisy-sur-Oise，法語發音：[nwazi syʁ waz] ⓘ）是法国法兰西岛大区瓦兹河谷省的一个市镇，属于萨塞勒区。

## 地理
瓦兹河畔努瓦西（49°8'17"N, 2°19'47"E）面积3.79 平方千米，位于法国法蘭西島大區瓦兹河谷省，该省份为法国北部内陆省份，北起瓦兹省，西接厄尔省，南至塞纳-圣但尼省、上塞纳省和伊夫林省，东临塞纳-马恩省。
与瓦兹河畔努瓦西接壤的市镇（或旧市镇、城区）包括：瓦兹河畔布吕耶尔、瓦兹河畔阿涅尔、瓦兹河畔博蒙、圣马丹迪泰特尔。

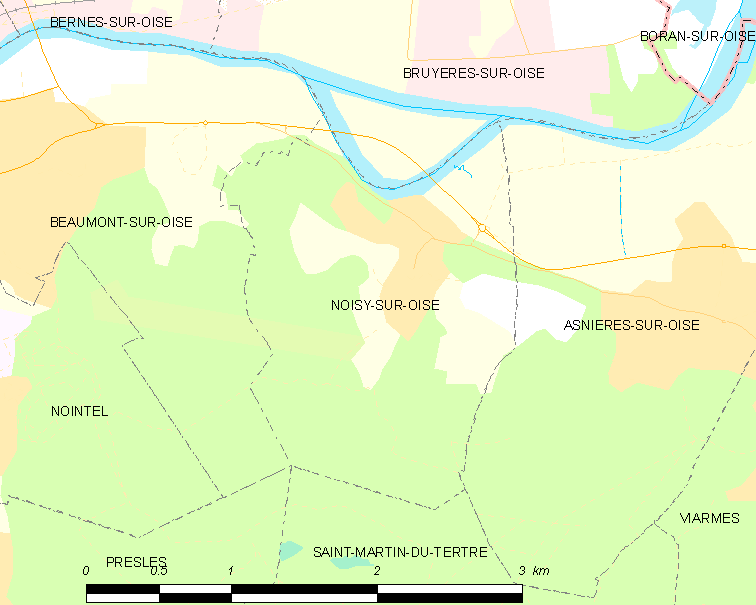
瓦兹河畔努瓦西的OSM定位图

瓦兹河畔努瓦西的时区为UTC+01:00、UTC+02:00（夏令时）。

## 行政
瓦兹河畔努瓦西的邮政编码为95270，INSEE市镇编码为95456。

## 政治
瓦兹河畔努瓦西所属的省级选区为利勒亚当县。

## 人口

1962-2008年间瓦兹河畔努瓦西人口变化图示

瓦兹河畔努瓦西于2022年1月1日时的人口数量为582人。